# Niels Brinck
Niels Brinck Kristensen (Aarhus, 24 september 1974), ook bekend als Brinck en IVORY is een Deense zanger.

## Biografie
Niels Brinck brak door als solozanger in 2008, toen hij zijn debuutalbum Brinck uitbracht. In het verleden had Brinck al enkele liedjes geschreven voor bekende Deense artiesten. Zo schreef hij ook het liedje voor de winnares van de Deense X Factor.

### Eurovisiesongfestival 2009
Hij won met het lied Believe again Dansk Melodi Grand Prix, de Deense voorronde voor het Eurovisiesongfestival. Hierdoor mocht hij Denemarken vervolgens vertegenwoordigen op het Eurovisiesongfestival 2009 in Moskou. Daar eindigde hij in de finale op de dertiende plaats met 74 punten.
1957: Birthe Wilke & Gustav Winckler · 
1958: Raquel Rastenni · 
1959: Birthe Wilke · 
1960: Katy Bødtger · 
1961: Dario Campeotto · 
1962: Ellen Winther · 
1963: Grethe & Jørgen Ingmann · 
1964: Bjørn Tidmand · 
1965: Birgit Brüel · 
1966: Ulla Pia · 
1978: Mabel · 
1979: Tommy Seebach · 
1980: Bamses Venner · 
1981: Tommy Seebach & Debbie Cameron · 
1982: Brixx · 
1983: Gry Johansen · 
1984: Hot Eyes · 
1985: Hot Eyes · 
1986: Trax · 
1987: Anne Cathrine Herdorf & Bandjo · 
1988: Hot Eyes · 
1989: Birthe Kjær · 
1990: Lonnie Devantier · 
1991: Anders Frandsen · 
1992: Lotte Nilsson & Kenny Lübcke · 
1993: Tommy Seebach Band · 
1995: Aud Wilken · 
1997: Kølig Kaj · 
1999: Michael Teschl & Trine Jepsen · 
2000: Olsen Brothers · 
2001: Rollo & King · 
2002: Malene · 
2004: Tomas Thordarson · 
2005: Jakob Sveistrup · 
2006: Sidsel Ben Semmane · 
2007: DQ · 
2008: Simon Mathew · 
2009: Niels Brinck · 
2010: Chanée & N'evergreen · 
2011: A Friend in London · 
2012: Soluna Samay · 
2013: Emmelie de Forest · 
2014: Basim · 
2015: Anti Social Media · 
2016: Lighthouse X · 
2017: Anja Nissen · 
2018: Rasmussen · 
2019: Leonora · 
2021: Fyr & Flamme · 
2022: REDDI · 
2023: Reiley · 
2024: Saba · 
2025: Sissal
- Bibsys: 10049757
- International Standard Name Identifier: 0000 0004 6226 8475
- MusicBrainz: 39f83ebc-3d4c-4854-be31-ef61ba789c79
- Virtual International Authority File: 7149366294185602087